# Pedro Manfredini
Pour les articles homonymes, voir Manfredini.
Pedro Waldemar Manfredini, né le 7 septembre 1935 à Maipú et mort le 21 janvier 2019 à Rome, est un footballeur argentin. Il était attaquant.

## Biographie
Manfredini évolue au Racing Club de Avellaneda où il remporte le Championnat d'Argentine de football 1958 avant de rejoindre l'AS Rome en 1959. Il remporte la Coupe des villes de foires en 1961, le titre de meilleur buteur du Championnat d'Italie de football 1962-1963 (partagé avec Harald Nielsen avec 19 buts) ainsi que la Coupe d'Italie de football en 1964. Il s'engage en 1965 avec le Brescia Calcio pour une saison puis avec le Venise Calcio avant de prendre sa retraite en 1974.
Au niveau international, il remporte avec l'équipe d'Argentine de football le championnat sud-américain 1959, durant lequel il marque deux buts.
Dans les bonus du dvd de Mia Madre, Nanni Moretti l'évoque, en parlant de son enfance, et indique que les supporters de la Roma le surnommaient "gros pieds". 

## Palmarès
- Vainqueur du Championnat d'Argentine de football en 1958 avec le Racing Club[2].
- Vainqueur du Championnat sud-américain 1959 avec l'équipe d'Argentine de football[5].
- Vainqueur de la Coupe des villes de foires en 1961 avec l'AS Rome[3].
- Vainqueur de la Coupe d'Italie de football en 1964 avec l'AS Rome.
- Meilleur buteur du Championnat d'Italie de football 1962-1963 avec 19 buts[4].
- Meilleur buteur de la Coupe des villes de foires 1960-1961 avec 12 buts[6].
- Meilleur buteur de la Coupe des villes de foires 1962-1963 avec 7 buts[6].